# Taeko Onuki
Taeko Onuki (japanisch 大貫妙子 Õnuki Taeko, * 28. November 1953 in Suginami, Tokio), auch Ta-bo (japanisch ター坊 Tābō) genannt, ist eine japanische Singer-Songwriterin, Komponistin, Pianistin, Gitarristin und Schriftstellerin. Außerdem war sie von 1973 bis zur Auflösung 1976 Komponistin und Sängerin der Band SUGAR BABE. Sie bewegt sich in verschiedensten musikalischen Genres wie Jazz, New Wave, City-Pop oder Weltmusik.

## Werdegang
Taeko Onuki wurde 1953 in Suginami in Tokio geboren. Ihr Vater war einer der Kamikaze-Flieger im Zweiten Weltkrieg. Im Alter von 20 Jahren arbeitete sie in einer Band namens SUGER BABE als Komponistin, Sängerin und Berufsmusikerin. Im Jahr 1976 debütierte Taeko mit ihrem Album Grey Skies.

### Karriere (Suger Babe)

#### 1973 bis 1976
SUGER BABE ist eine japanische Band, die von der Sängerin Taeko Onuki und dem Sänger Tatsuro Yamashita 1973 gegründet wurde.
Nun sind sie in der ganzen Welt berühmt. Aber damals zeigten Kritiker sich nicht begeistert. Sie mussten feststellen, dass Käufer das Interesse verloren hatten, und so trennte sich die Band 1976, nur 1 Jahr nach dem Erscheinen ihres ersten Albums.

### Solokarriere

#### Seit 1976
Nach dem Ende der Band startete sie 1976 ihre Solokarriere mit Titeln wie Grey Skies. Im darauffolgenden Jahr brachte sie ihr zweites Album SUNSHOWER heraus.
Im Jahr 1978 wechselte sie die Plattenfirma, da sie mit dem Album Mignonne nicht zufrieden war. Onuki wechselte dann auf Einladung des Plattenlabels Sony Music Entertainment Japan ebendahin. In den 1980er Jahren brachte Onuki verschiedene Kinderliederalben heraus. Auch gab es Ausflüge in die Welt des Fernsehens.
Neben ihrer Gesangskarriere tritt Onuki auch regelmäßig im japanischen Rundfunk auf (so zum Beispiel in der Serie NIGHT STORIES). Außerdem komponierte sie die Filmmusik zum Film Shall we dance? (1996). Das von ihr gesungene Titelstück Shall we dance? wurde ein Hit. Im Jahr 1998 Onuki gewann für den Japanese Academy Award (JAA, jap. 日本アカデミー賞, nippon academii shō).

## Diskografie

### Studioalben
| Veröffentlichung   | Titel                                                   | Plattenfirma    |
| 25. April 1975     | SONGS (SUGER BABE)                                      | NIAGARA         |
| 25. September 1976 | Grey Skies [グレイ・スカイズ]                           | CROWN           |
| 25. Juli 1977      | Sunshower [サンシャワー]                                |                 |
| 21. September 1978 | Mignonne [ミニヨン]                                     | RCA/ RVC        |
| 21. Juli 1980      | romantique [ロマンティーク]                             |                 |
| 21. Mai 1981       | AVENTURE [アヴァンチュール]                             |                 |
| 21. September 1982 | Cliche [クリシェ]                                       |                 |
| 21. Oktober 1983   | SIGNIFIE [シニフィエ]                                   | Dear Heart/ RVC |
| 5. Juni 1984       | カイエ                                                  |                 |
| 21. Juni 1985      | コパン [copine]                                         |                 |
| 21. März 1986      | Comin’ Soon [カミング・スーン]                          |                 |
| 21. Juni 1987      | アフリカ動物パズル                                      |                 |
| 5. Oktober 1987    | A Slice of Life [スライス・オブ・ライフ]                |                 |
| 21. September 1988 | PURISSIMA [プリッシマ]                                  |                 |
| 21. Juni 1990      | NEW MOON                                                |                 |
| 26. Februar 1992   | DRAWING                                                 | TOSHIBA-EMI     |
| 22. September 1993 | Shooting star in the blue sky                           |                 |
| 19. April 1995     | TCHAU [チャオ！]                                        |                 |
| 26. Juni 1996      | LIVE '93 Shooting star in the blue sky                  |                 |
| 27. November 1996  | pure acoustic [ピュア・アコースティック]                |                 |
| 6. Juni 1997       | LUCY [ルーシー]                                         |                 |
| 8. Oktober 1997    | 東京日和                                                |                 |
| 24. Februar 1999   | attraction [アトラクシオン]                             |                 |
| 21. Juni 2000      | ensemble [アンサンブル]                                 |                 |
| 20. Februar 2002   | note [ノート]                                           |                 |
| 16. Februar 2005   | One Fine Day [ワン・ファイン・デイ]                     |                 |
| 21. März 2007      | Boucles d'oreilles [ブックル・ドレイユ]                 | SONY            |
| 10. November 2010  | UTAU (mit Ryuichi Sakamoto)                             |                 |
| 10. Juni 2015      | Tint (mit Ryota Komatsu)                                |                 |
| 21. Dezember 2016  | TAEKO ONUKI meets AKIRA SENJU 〜 Symphonic Concert 2016 |                 |
| 18. September 2018 | Pure Acoustic 2018                                      |                 |